# Limakologia
Limakologia (od łac. limax – ślimak + gr. logos – nauka) – nauka zajmująca się ślimakami.